# 로열 오드넌스 L7
로열 오드넌스 L7는 영국의 가장 성공적인 전차포의 기본 모델로, 제식 명칭은 105 mm 포 Tk L7이었다. L7은 105 mm L/52를 기초로 하고 있었는데, 이 기획안은 센추리온에 탑재된 오드넌스 QF 20파운더를 대체하기 위한 기갑전투차량용 주포를 염두에 두었다. L7은 영국의 센추리온 전차, 서독의 레오파르트 1, 미국의 M1 에이브럼스 초기형 등의 주포로 채택되었다. 이후 L7보다 더 상향된 기능을 가진 로열 오드넌스 L11A5가 개발되었지만 여전히 L7 포가 인기가 있었다. L7은 이후 북대서양 조약 기구의 무기 표준화 작업에 의해 여러 다른 전차에도 탑재되었고, 냉전 시기 개발되던 전차들의 개조 버전에도 장착되었다.

## 역사

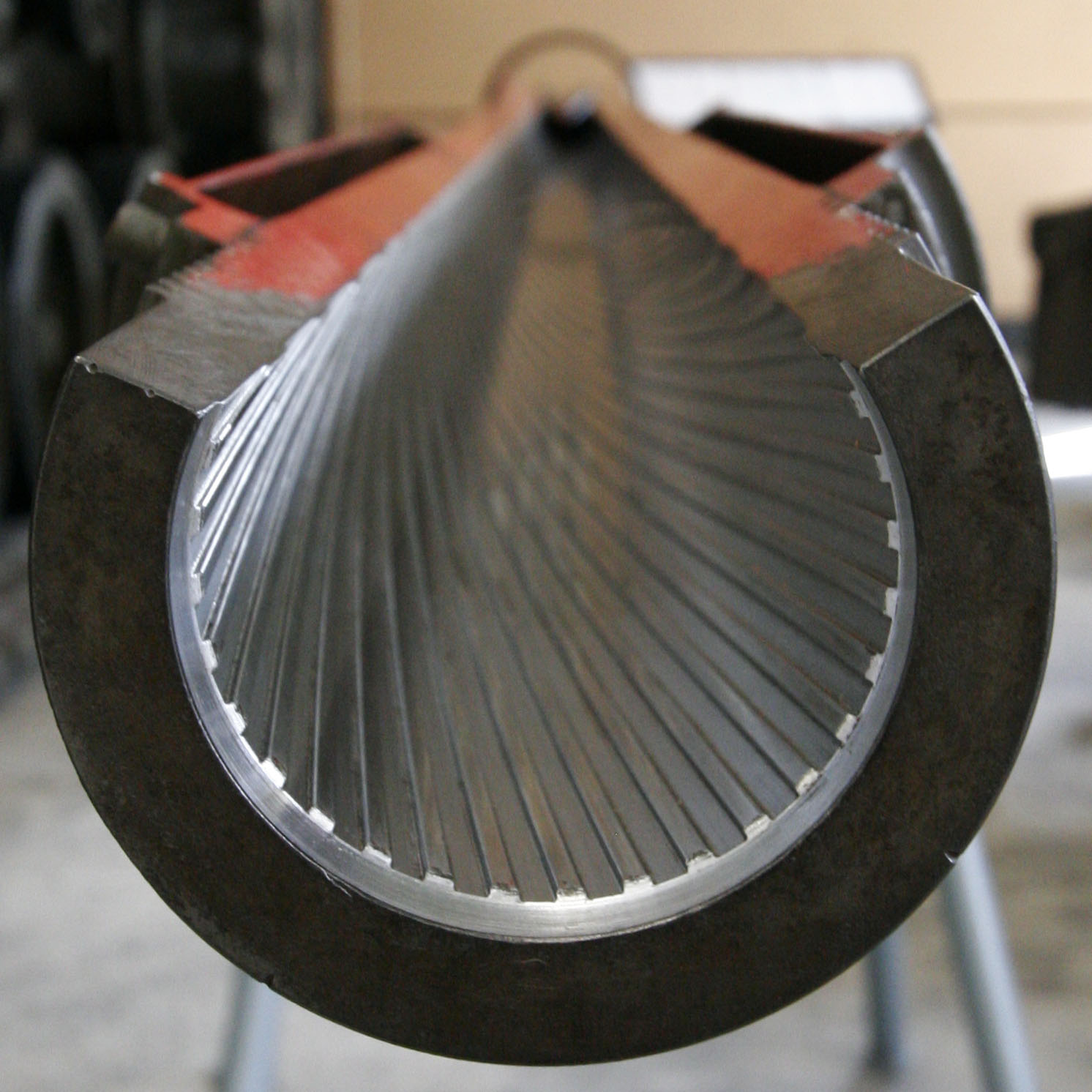
L7 105 mm 전차 주포

### 영국
1950년대부터 포트 할스테드의 무장 연구 및 발전 설립국의 지휘 하에 L7 포의 기획안이 시작되었다. 1956년 포는 첫 실험 단계를 거쳤다. 이후 1956년 헝가리 혁명에서 소련 T-54 전차가 영국 대사관으로 돌진하였다. 전차의 장갑과 주포를 본 영국 장교들은 오드넌스 QF 20파운더 포가 T-54를 상대하기에는 부족하다고 판단했다. 이에 따라 영국 육군은 105mm 주포를 선택했다.
1959년 주포에 대한 첫 시험이 이루어졌다. 센추리온 마크 7이 1959년 L7을 탑재한 첫 전차였다. 이 실험에서 L7은 센추리온의 능력을 향상시킬 수 있음을 입증했다. 1959년부터 지속적으로 영국군은 양산했던 센추리온 전차의 주포를 L7 포와 새로운 장갑으로 대체했고, 센추리온 전차의 새로운 디자인은 생산 당시 L7을 염두에 두고 만들어졌다.

### 기타 사용
주포는 독일의 레오파르트 1 전차에 장착되었다. L7A3 전차는 일본의 74식 전차와 이스라엘의 마가크, 메카라바 전차에 모두 사용되었다. 스웨덴의 Strv 103 전차의 105mm 강선포는 영국의 L7 포와 동일한 디자인을 바탕으로 만들어졌다. 이 외에도 주력전차의 화력을 향상시키기 위해 여러 국가들이 L7을 사용했다. 동구권의 T-54/T-55를 사용하던 이스라엘, 인도, 이집트, 이라크와 69형 전차를 사용하는 중화인민공화국 역시 L7을 채택했다.